# 六合八法拳
六合八法拳（ろくごうはっぽうけん、拼音: liùhébāfǎquán）とは、宋代の道士として有名な陳希夷が、身体内にある力学と効率的な身体運用の原理を分析し、6つの和合と8つの方法を六合八法として残し、陳希夷死去後、李東風がその秘伝を研究、解析して「五字歌」を作り、以降、代々伝承者によって密かに受け継がれてきたが、近年になって呉翼輝（1887年 - 1958年）が南京中央国術館の教練となり伝授した事により、一般へ知られるようになった、大変歴史の古い拳法である。正式名称は華嶽希夷門心意六合八法拳。またの名を水拳とも呼ばれている。

## 特徴
六合八法拳は、内家三拳、太極拳、形意拳、八卦掌に続く四番目の内家拳として知られ、「この世で最後の秘伝的拳法」とも言われている。実践的とも知られているこの拳法は、数え切れない程の技と、計り知れない程の戦闘能力を兼ね備えた百科事典的な拳法である。時として、この拳法は、前述の内家三拳をただ単に組み合わせ、融合しただけの拳法と誤解されることも多いが、決してそうではない、例えば、内家拳が太極拳だけではないという事実と同様に、内家三拳が持つ内功は、実は六合八法拳から多大な影響を間接的に受けたと言う説もある。六合八法拳は、他の内家拳と同じ本質、理論を積み重ね、発展し、さらに創意工夫され、現在に至る。この拳法の法則「心意六合八法」は読んで字の如く、六合と八法から成り立っており、その修練の複雑さゆえ、一人の人間がその極意を身に付けるには壮絶なる時間を要する。
まず六合とは六つに分けられた和合であり、修練する際、常時、この六つの和合を全て含んでいなければならない。もし、その中の一つだけに集中してしまうと、六合が崩れてしまうのである。
| 六合   | 六合                 |
| ------ | -------------------- |
| 第一合 | - 身体は心と合わせる |
| 第二合 | - 心は意識と合わせる |
| 第三合 | - 意識は気と合わせる |
| 第四合 | - 気は魂と合わせる   |
| 第五合 | - 魂は動作と合わせる |
| 第六合 | - 動作は無と合わせる |

次に八法とは、八つの方法であり、外面から内面への変化に順応する八つの方法である。八法の一つ一つは内功のパズル盤のピースのようなもので、これら全てを集めると、鮮明にその完成型が浮び上がる。
| 八法   | 八法 | 八法                               |
| ------ | ---- | ---------------------------------- |
| 第一法 | 気 ☰ | - 意識で気を動かす                 |
| 第二法 | 骨 ☱ | - 身体を使い強さと安定性を構成する |
| 第三法 | 形 ☲ | - 思う存分、自然に動く             |
| 第四法 | 髄 ☳ | - 状況に応じて反応する             |
| 第五法 | 提 ☴ | - 頭を上の方へ伸ばし、脊椎を開く   |
| 第六法 | 還 ☵ | - 身体の動きのバランスを創る       |
| 第七法 | 勒 ☶ | - 冷静さ、明確さを維持し自然に動く |
| 第八法 | 伏 ☷ | - 能力を隠す為に動きを洗練する     |

## 理論
六合八法拳の独自に分類されたその特徴は、五總九節力の鍛錬である。これは六合八法拳の力の源で「内功の技巧」と述べられている。それは文字通り、動作の中に存在する機能であり、内面の機能が外面のそれを動かしている。五總九節力は韋佗功と言う内功を練る練習により鍛えられる。韋佗功は目的を絞り、その目的だけに集中させる。

## 套路
六合八法拳の套路（型）には以下のようなものがある。
- 先天三盤十二勢：龍、虎、鶴、豹、猿、熊、雁、蛇、鷹、鸞、鵬、麟
- 築基拳
- 呂紅八勢
- 龍虎戰
- 蟄龍游
- 蟄龍拳

他に武器術として、心意棍、露花刀、玉川剣があり、内功法としては、三盤推手、一杰混元功、韋佗功、先天座、太陽功がある。